# Сенець (Польща)
Се́нець (пол. Sieniec) — село в Польщі, у гміні Велюнь Велюнського повіту Лодзинського воєводства.
Населення — 411 осіб (2011).

## Демографія
Демографічна структура станом на 31 березня 2011 року:
|          | Загалом | Допрацездатний вік | Працездатний вік | Постпрацездатний вік |
| -------- | ------- | ------------------ | ---------------- | -------------------- |
| Чоловіки | 201     | 50                 | 131              | 20                   |
| Жінки    | 210     | 35                 | 119              | 56                   |
| Разом    | 411     | 85                 | 250              | 76                   |